# Taenaris annella
Taenaris annella är en fjärilsart som beskrevs av Hans Ferdinand Emil Julius Stichel 1906. Taenaris annella ingår i släktet Taenaris och familjen praktfjärilar. Inga underarter finns listade i Catalogue of Life.